# Lessingianthus
Lessingianthus là một chi thực vật có hoa trong họ Cúc (Asteraceae).

## Loài
Chi Lessingianthus gồm các loài: